# Dyret
Dyret är en kulle på Samsø i Danmark.   Den ligger i Region Mittjylland, i den centrala delen av landet, 130 km väster om Köpenhamn. Toppen på Dyret är 50 meter över havet. Dyret är den högsta punkten på den södra delen av Samsø. Närmaste större samhälle är Tranebjerg, 2,7 km sydost om Dyret.